# Huosiusjärvi
Huosiusjärvi är en sjö i Finland. Den ligger i kommunen Suomussalmi i landskapet Kajanaland, i den nordöstra delen av landet, 600 km norr om huvudstaden Helsingfors. Huosiusjärvi ligger 214,4 meter över havet. Den ligger vid sjön Hossanjärvi. Den är 31 meter djup. Arean är 76,1 hektar och strandlinjen är 9,61 kilometer lång. Sjön  ingår i Uleälvens huvudavrinningsområde. 